# Najlepszy pierwszoroczniak sezonu Svenska hockeyligan
Najlepszy pierwszoroczniak sezonu Elitserien (szw. Årets nykomling i Elitserien i ishockey) – nagroda indywidualna w szwedzkich rozgrywkach hokeja na lodzie Elitserien / SHL przyznawana corocznie najlepszemu debiutantowi sezonu. 
Wyróżnienie przyznaje firma Svenska Spel. Wyróżnienie jest przyznawane od 1990. 
Jest analogicznym odpowiednikiem dla Calder Memorial Trophy w lidze NHL.

## Nagrodzeni
- 2021 - William Eklund (Djurgårdens)[1]
- 2020 - Jesper Frödén, Skellefteå AIK
- 2019 - Emil Bemström, Djurgårdens IF
- 2018 - Elias Pettersson, Växjö Lakers
- 2017 - Andreas Borgman, HV71
- 2016 - Ludvig Rensfeldt, Rögle BK
- 2015 - Marcus Sörensen, Djurgårdens IF
- 2014 - Andreas Johnson, Frölunda
- 2013 - William Karlsson, HV71
- 2012 - Johan Larsson, Brynäs
- 2011 - Mattias Ekholm, Brynäs
- 2010 - Jacob Markström, Brynäs
- 2009 - Victor Hedman, MODO
- 2008 - Daniel Larsson, Djurgårdens IF
- 2007 - Patric Hörnqvist, Djurgårdens IF
- 2006 - Nicklas Bäckström, Brynäs
- 2005 - Oscar Steen, Färjestad
- 2004 - Loui Eriksson, Frölunda
- 2003 - Tobias Enström, MODO
- 2002 - Rolf Wanhainen, Södertälje
- 2001 - Henrik Zetterberg, Timrå
- 2000 - Mikael Tellqvist, Djurgårdens IF
- 1999 - David Ytfeldt, Leksand
- 1998 - Pelle Prestberg, Färjestad
- 1997 - Niklas Sjökvist, Färjestad
- 1996 - Jan Mertzig, Luleå
- 1995 - Per Eklund, Djurgårdens IF
- 1994 - Mats Lindgren, Färjestad
- 1993 - Kenny Jönsson, Rögle
- 1992 - Michael Nylander, AIK
- 1991 - Tommy Söderström, Djurgårdens IF
- 1990 - Patrik Carnbäck, Frölunda